# Ново-Талицы
Но́во-Та́лицы — село Ивановского района Ивановской области Российской Федерации, административный центр Новоталицкого сельского поселения.
Расположено в 2 км к западу от города Иваново.
Население 8800 человек (2003 год). Население всего сельского поселения — около 11 900 человек. В Ново-Талицах расположен Дом-музей Цветаевых.

## История
Образовано на месте погоста на реке Виргуза (Вергуза). Первое упоминание относится к 1565 году, времени правления Ивана Грозного.
В середине XIX века священник Владимир Васильевич Цветаев, дед поэтессы Марины Цветаевой, построил в Ново-Талицах дом. С 1853 по 1928 год в этом доме проживало несколько поколений семьи Цветаевых.

## Население
| 1859 | 1905 |
| ---- | ---- |
| 134  | 363  |

| 1859 | 1905 | 2002  | 2010  | 2021  |
| ---- | ---- | ----- | ----- | ----- |
| 164  | ↘22  | ↗8844 | ↘8563 | ↘7955 |

## Достопримечательности
В селе находится храмовый комплекс, в состав которого входят две церкви. В 1755 году в была построена каменная церковь с колокольней на месте обветшалой деревянной церкви. В 1855 году сооружена ещё одна небольшая каменная Церковь в честь Святой великомученицы Варвары с одним престолом.